# Себастьян Моралес
Себастьян Моралес (ісп. Sebastián Morales, 22 серпня 1994) — колумбійський стрибун у воду.
Учасник Олімпійських Ігор 2016, 2020 років.
Переможець Ігор Центральної Америки і Карибського басейну 2014 року.
Призер Південнамериканських ігор 2014 року.